# Марьевка (Сахновщинский район)
Ма́рьевка (укр. Мар'ївка) — село,
Олейниковский сельский совет,
Сахновщинский район,
Харьковская область.
Код КОАТУУ — 6324886003. Население по переписи 2001 года составляет 338 (156/182 м/ж) человек.

## Географическое положение
Село Марьевка находится на правом берегу реки Орель,
выше по течению на расстоянии в 3,5 км расположено село Яковлевка (в 1,5 км ликвидированное село Михайловка),(в 1,0 км ликвидированное село Каганэць удобно располагавшееся с давних времён на горе за Марьевкой в сторону Сахновщины выходцы из которого жили в Олейниках)
ниже по течению на расстоянии в 1 км расположено село Нововладимировка,
на противоположном берегу — село Олейники.

## История
- 1875 — впервые упоминается в документах.

## Достопримечательности
- Братская могила советских воинов. Похоронено 92 воина.

## Объекты социальной сферы
- Клуб.
- Фельдшерско-акушерский пункт.
- Сельская библиотека.